# Petra Priemer
Petra Priemer, née le 6 février 1961 à Leipzig (RDA), est une nageuse est-allemande, spécialiste des courses de nage libre.
Elle est double médaillée d'argent olympique aux Jeux olympiques de 1976 à Montréal, en 100 mètres nage libre et en relais 4 × 100 mètres nage libre. Aux championnats d'Europe 1977, elle remporte l'or sur le relais 4 × 100 mètres nage libre et le bronze sur 100 mètres nage libre. Elle est aussi médaillée d'argent du relais 4 × 100 mètres nage libre aux championnats du monde 1978.